# Yngvars saga víðförla
Yngvars saga víðförla és una saga llegendària que se suposa escrita per Oddr Snorrason al segle xii. Els investigadors han estat escèptics amb l'autoria però en anys més recents n'ha guanyat més acceptació.
La saga descriu com es feu la darrera campanya vikinga al Caspi l'any 1041, i afegeix molta llegenda als fets històrics. L'expedició parteix de Suècia, dirigida per Ingvar el Viatger, que es dirigia a la terra dels sarraïns, Serkland. Aparentment, participen en la batalla de Sasireti, durant un període de guerra civil al Regne de Geòrgia.
Hi ha desenes de pedres rúniques alçades en memòria dels vikings que moriren en la incursió, la majoria al llac Mälaren, regió d'Uppland a Suècia. Una pedra del germà d'Ingvar indica que anà cap a l'Est a la recerca d'or, però va morir en terra islàmica.
Els participants foren seleccionats entre diferents husby (districtes o llogarets), i 24 de les 26 pedres rúniques d'Ingvar pertanyien a Suècia (en el sentit contemporani de país: Svealand) i 2 als territoris gots d'Östergötland. Els folkland d'Attundaland no hi van prendre part segurament a propòsit, per disposar d'una força defensiva a Suècia, mentre la major part de forces armades eren lluny.
El rei Anund Jacob era germà d'Ingegerd Olofsdotter, que es casà amb Iaroslau I de Kíev, que conquerí Kíev el 1019 al seu germà Sviatopolk I de Kíev. Aquest triomf fou possible amb l'ajut dels varegs, i segons la Saga d'Ingvar, els dirigia el seu pare Eymund.
Més tard Iaroslav tingué problemes amb els petxenegs, una tribu nòmada. L'expedició s'estigué uns anys a Kíev lluitant contra ells, i fins al 1042 no continuaren el seu camí cap a la mar Negra, i arribaren a Särkland.